# Лепский, Максим Станиславович
Макси́м Станисла́вович Ле́пский (7 декабря 1985, Пятигорск) — российский футболист, полузащитник.

## Биография
В детстве попробовал разные виды спорта. Занимался баскетболом, каратэ, тхэквондо, настольным теннисом, но в итоге отдал предпочтение футболу. Когда Максиму было шесть лет, семья переехала из Ставрополя в Пятигорск: чуть позже в местной ДЮСШ и началась его карьера.
Играл за пятигорский «Машук-КМВ». В 2006 году перешёл в вологодское «Динамо», но, не став игроком основы, вернулся в Пятигорск, проведя ещё два сезона за клуб. Также Максим выступал за московское «Торпедо-ЗИЛ» и «Уфу».
С 2012 по 2016 год выступал в тульском «Арсенале», с которым прошёл путь от второго дивизиона до премьер-лиги.

## Достижения

### Командные
«Машук-КМВ»
- Серебряный призёр Зоны «Юг» Второго дивизиона: 2005

 «Уфа»
- Серебряный призёр Зоны «Урал-Поволжье» Второго дивизиона: 2011/12

 «Арсенал»
- Победитель второго дивизиона, зоны «Центр»: 2012/13
- Серебряный призёр Первенства ФНЛ: 2013/14